# Vera Hoffmann
Vera Hoffmann (2 de noviembre de 1996) es una deportista luxemburguesa que compite en atletismo, especialista en las carreras de mediofondo. En los Juegos Europeos de Cracovia 2023 consiguió una medalla de plata en la prueba de 1500 m.

## Palmarés internacional
| Juegos Europeos | Juegos Europeos   | Juegos Europeos  | Juegos Europeos |
| Año             | Lugar             | Medalla          | Prueba          |
| --------------- | ----------------- | ---------------- | --------------- |
| 2023            | Chorzów (Polonia) | Medalla de plata | 1500 m          |